# Ascrib do Sul
Ascrib do Sul é uma ilha em Loch Snizort entre as penínsulas Waternish e Trotternish nas costas do norte da ilha de Skye na Escócia.

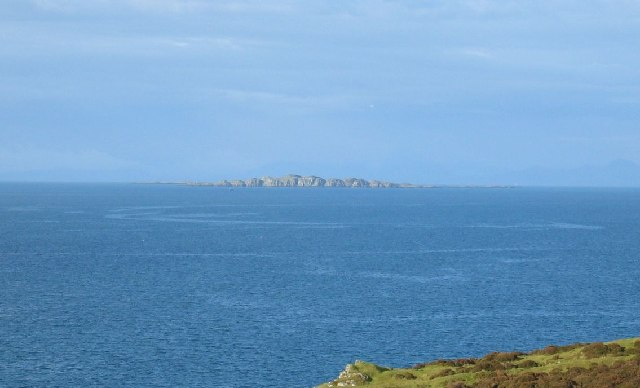
Vista de Ascrib do Sul a partir de Skye

Ascrib do Sul tem cerca de 30 hectares (74 acres) na extensão da maré baixa e altura máxima de 41 metros (135 pés) acima do nível do mar. Na maré alta a ilha se torna várias porções menores destacadas uma da outra, a seção do norte na qual está Eilean Garave. Em tais ocasiões Ascrib do Sul tem cerca de 25 hectares (62 acres) de tamanho. A ilha rochosa do Rochedo Scalp se situa exatamente à oeste de Ascrib do Sul. Outras ilhas no grupo são Eilean Creagach, Eilean Iosal, Sgeir à Chapuill e Sgeir à Chuin.
Em 1703 Martin Martin escreveu: "Cerca de 5 léguas ao sudoeste de Tulm se situa a ilha Ascrib, que está dividida em várias partes pelo mar; está a cerca de duas milhas no compasso, e dá muito boa pastagem; todos os tipos de peixe abundam no mar vizinho. No lado sudoeste da ilhota Ascrib, na distância de duas léguas, se situam as duas pequenas ilhotas de Timan, diretamente na boca de Loch Arnizort; só servem para pastagem." Existem indicações de um túmulo subterrâneo de um monge na ilha datando do século 18.
Ascrib do Sul integra uma Zona Especial de Conservação devido às importantes colônias de reprodução da foca-comum, com 35% da residente população de reprodução de Skye na área. Estas 600 focas formam 1% da população da União Europeia. Os papagaios-do-mar também se reproduzem em tocas na Ascrib.
Em 1985 as Ascribs foram compradas por Baron Palumbo que anunciou uma intenção de construir uma casa subterrânea na Ascrib do Sul. Entretanto, no fim uma estrutura de projeto traditional foi construída. As ilhas foram oferecidas à venda outra vez em 1996.

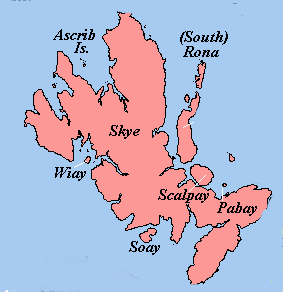
As Ilhas Ascrib, a noroeste de Skye

.